# Friedrich Haarstick
Adolf Friedrich Haarstick, auch Fritz Haarstick (* 23. November 1829 in Elze, Königreich Hannover; † nach 1895), war ein deutscher Maler und Fotograf.

## Leben

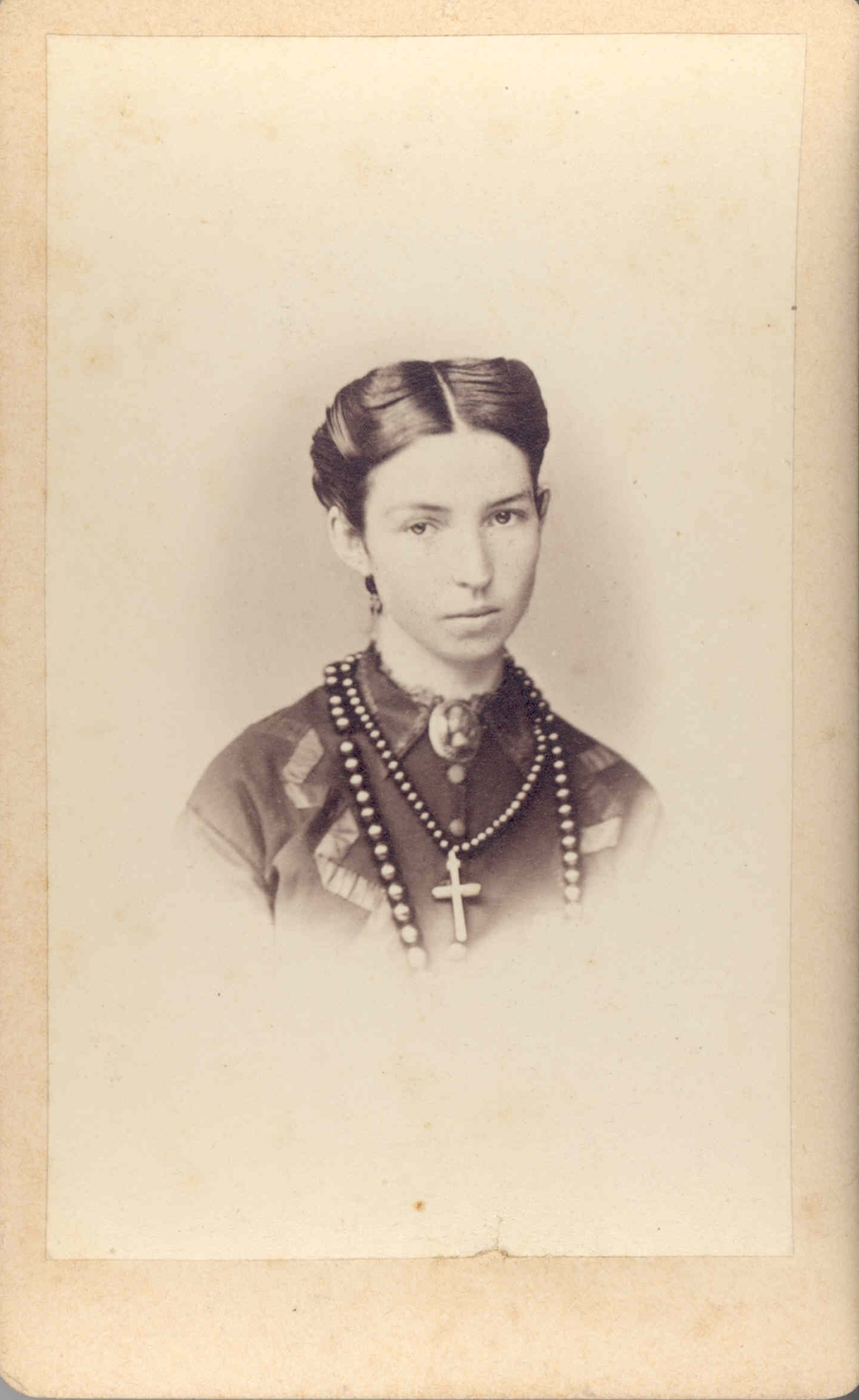
Porträtfoto einer jungen Frau

Haarstick war dritter Sohn und jüngstes von sechs Kindern des Elzer Hofbesitzers Friedrich Gottfried Haarstick (1785–1868) und dessen Ehefrau Auguste Louise, geborene Meese (1790–1851). Um 1862 meldete er als Fotograf sein Gewerbe an und führte es als „Maler u. Photograph“ in der Kasernenstraße 10 in Düsseldorf, später unter der Bezeichnung Friedrich Haarstick’s Photographisches Atelier oder Atelier Fritz Haarstick an der Victoriastraße 14. Als „Maler“ war er später auch unter der Adresse Victoriastraße 33 tätig.
In der Zeit seiner Tätigkeit als Porträtfotograf (ca. 1862–1895) ließen sich etwa die Düsseldorfer Maler Andreas Achenbach, Albert Baur, Eugen Dücker, Carl Gehrts, Peter Janssen der Ältere, Eduard von Gebhardt, Joseph Kehren der Jüngere, Heinrich Mücke, Karl Müller und Georg Oeder von ihm ablichten. Besondere Beziehungen unterhielt er zum Künstlerverein Malkasten, zu dessen Aufführungen er Lebende Bilder herstellte, auf die er sich spezialisiert hatte.
Um 1890 führte der Fotograf Constantin Luck unter gleicher Anschrift ebenfalls ein Fotoatelier. Da 1891 in einer Zeitungsnachricht von einer „Firma Haarstick-Luck“ und 1892 im Düsseldorfer Adressbuch von einer „Photographischen Anstalt Haarstick-Luck“ die Rede ist, kann von einer Partnerschaft zwischen Haarstick und Luck ausgegangen werden. Noch 1895 wurde ein Betrieb unter der Bezeichnung Atelier Fritz Haarstick geführt, während das Düsseldorfer Adressbuch Haarstick bereits 1892 als „Rentner“ auswies.
1894/1895 ließ Haarstick seine „Photographische Doppel-Kamera mit veränderlicher Winkeleinstellung“ patentieren.
Seit 1871 war Haarstick Mitglied der Photographischen Gesellschaft in Wien.